# Thelepus plagiostoma
Thelepus plagiostoma är en ringmaskart som först beskrevs av Schmarda 1861.  Thelepus plagiostoma ingår i släktet Thelepus och familjen Terebellidae. Inga underarter finns listade i Catalogue of Life.